# カザラーノ
カザラーノ（イタリア語: Casarano）は、イタリア共和国プッリャ州レッチェ県にある、人口約2万人の基礎自治体（コムーネ）。

## 地理

### 位置・広がり

#### 隣接コムーネ
隣接するコムーネは以下の通り。
- コッレパッソ
- マティーノ
- メリッサーノ
- ルッファーノ
- スペルサーノ
- ウジェント

## 姉妹都市
- シャルルロワ、ベルギー王国